# Paul Bourgeois
Paul-Eugène Edouard Bourgeois (* 13. Februar 1898 in Uccle/Ukkel; † 11. Mai 1974 ebenda) war ein belgischer Astronom und Entdecker eines Asteroiden.

## Leben und Wirken
Im Juli 1923 erhielt er den Doktortitel in Physik und Mathematik an der Université libre de Bruxelles und am 1. November desselben Jahres begann er an der Königlichen Sternwarte von Belgien (IAU-Code 012) zu arbeiten. Dort war er von 1947 bis 1963 der Direktor. Während seiner Zeit als Direktor wurde an der Sternwarte der erste Computer in Betrieb genommen und auch mehrere unterirdische Forschungseinrichtungen zur Erforschung der Gezeiten errichtet.
Er war ab 1954 außerordentlicher Professor an der Université libre de Bruxelles, ab 1956 korrespondierendes Mitglied des Bureau des Longitudes sowie Autor zahlreicher Veröffentlichungen in den Bereichen Astrometrie, Meridianastronomie, Astrophysik und Sternstatistik. 1963 ging er in den Ruhestand und zog in seine Heimatstadt Uccle/Ukkel.
Nach ihm ist der Asteroid (1543) Bourgeois benannt.

## Entdeckte Asteroiden
| Asteroid    | Asteroidentyp                             | Entdeckungsdatum | Provisorische Bezeichnung(en)      |
| ----------- | ----------------------------------------- | ---------------- | ---------------------------------- |
| (1547) Nele | Mittlerer Asteroidengürtel (Nele-Familie) | 12. Februar 1929 | 1929 CZ; 1932 YQ; 1940 PB; 1953 QA |